# Моцагроня
Моцагро̀ня (на италиански: Mozzagrogna, на местен диалект li Scavùnë, ли Скавунъ) е село и община в Южна Италия, провинция Киети, регион Абруцо. Разположен е на 223 m надморска височина. Населението на общината е 2308 души (към 2010 г.).